# شکارچیان آنتیل
شکارچیان آنتیل (ایتالیایی: I predatori delle Antille) که با نام دزدان دریایی سکسی (انگلیسی: Sexy Pirates) هم شناخته می‌شود، فیلمی ایتالیایی به کارگردانی جو داماتو است که در سال ۱۹۹۸ منتشر شد. این فیلم فقط به‌صورت نوار ویدئویی منتشر شد و در سال ۲۰۱۱ در ایالات متحده آمریکا به‌صورت دی‌وی‌دی با زبان ایتالیایی و زیرنویس انگلیسی در دسترس علاقمندان قرار گرفت.